# Dicraeus medleri
Dicraeus medleri är en tvåvingeart som beskrevs av Deeming 1979. Dicraeus medleri ingår i släktet Dicraeus och familjen fritflugor.
Artens utbredningsområde är Nigeria. Inga underarter finns listade i Catalogue of Life.